# Olindias phosphorica
Olindias phosphorica is een hydroïdpoliep uit de familie Olindiasidae. De poliep komt uit het geslacht Olindias. Olindias phosphorica werd in 1841 voor het eerst wetenschappelijk beschreven door Delle Chiaje. 